# Célula sanguínea
Célula sanguínea é a designação genérica dada a qualquer célula constituinte do sangue. São os principais constituintes dos chamados "elementos figurados". Nos mamíferos podemos considerar duas categorias principais: 
- Glóbulos vermelhos, responsáveis pelo transporte do oxigénio e pela digestão.
- Glóbulos brancos, ou células imunitárias que defendem o organismo de agentes patogénicos.

As plaquetas sanguíneas não são, na realidade, células sanguíneas. São fragmentos celulares produzidos na medula óssea, responsáveis pela coagulação do sangue.

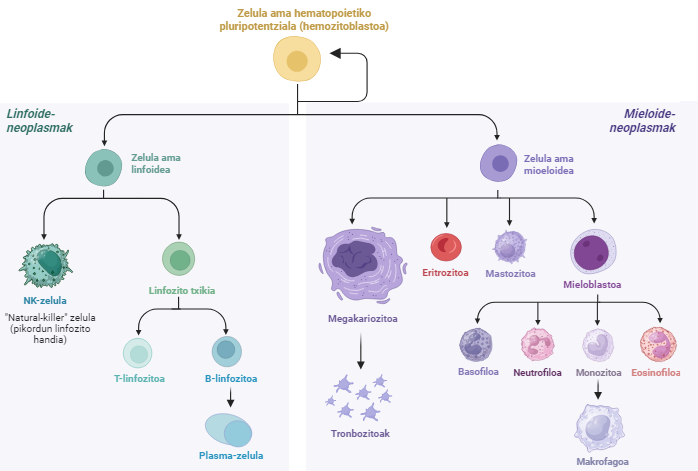
Zelula hematopoietikoak